# The Interpreter (serie de televisión)
The Interpreter (chino: 亲爱的翻译官, pinyin: Qin Ai De Fan Yi Guan), es una serie de televisión china transmitida del 24 de mayo del 2016 hasta el 19 de junio del 2016 por Hunan TV. La serie estuvo basada en la novela "Translator" (翻译官) de Miao Juan.

## Argumento
Qiao Fei, es una estudiante universitaria que se especializa en estudios de francés y que aspira a convertirse en traductora desde que era joven. Fue criada por una madre soltera, que padece de una enfermedad grave, por lo que tiene que mantenerse a sí misma trabajando como camarera. Una noche Qiao se mete en problemas con un invitado, y los dos son llevados a la estación de policía. En la estación descubren que el invitado en realidad es Cheng Jiayang, un joven pero famoso traductor de francés profesional.
Al día siguiente las cosas empeoran para Qiao cuando descubre que Jiayang es su examinador en el Prestigioso Instituto de Traducción Avanzada (en inglés: "Institute of Advanced Translation") donde sueña con conseguir un trabajo. Aunque comienzan su amistad con el pie izquierdo, pronto Qiao logra ganarse los elogios de Jiayang, luego de que logra superar con éxito sus pruebas y los dos comienzan a desarrollar sentimientos por el otro.
Sin embargo cuando todo parece ir bien, los problemas comienzan a aparecer uno tras otro. La madre de Jiayang se opone firmemente a su relación con Qiao y la reaparición de Gao Jiaming, el exnovio de Qiao comienzan a causar malentendidos entre la pareja, la cantidad de problemas finalmente los llevan a separarse. Sólo después de superar sus respectivos desafíos en la vida, se encuentran nuevamente y reavivan su amor.

## Personajes

### Personajes principales
| Actor      | Personaje     | N.º de episodios | Notas                             |
| ---------- | ------------- | ---------------- | --------------------------------- |
| Yang Mi    | Qiao Fei      | 44               |                                   |
| Huang Xuan | Cheng Jiayang | 44               | Es un famoso traductor de francés |

### Personajes secundarios
| Actor                      | Personaje   | N.º de episodios | Notas |
| -------------------------- | ----------- | ---------------- | ----- |
| Vengo Gao (Gao Weiguang)   | Gao Jiaming | -                |       |
| Zhou Qiqi                  | Wen Xiaohua | -                |       |
| Leon Zhang (Zhang Yunlong) | Wang Xudong | -                |       |
| Li Xirui                   | Wu Jiayi    | -                |       |
| Wang Renjun                | Zhou Nan    | -                |       |
| Li Dongheng                | Li Lei      | -                |       |
| Yi Yanting                 | Yang Yan    | -                |       |
| Li Yunao                   | Wu Ming     | -                |       |
| Zhang Mingming             | Ao Tian     | -                |       |
| Jiang Xifan                | He Zhe      | -                |       |
| Yang Xueying               | Wen Jing    | -                |       |

## Episodios
La serie estuvo conformada por 44 episodios, los cuales fueron transmitidos todos los lunes a domingos a las 19:35 a través de Hunan TV.

### Spin-off
En febrero del 2018 se estrenó una secuela de la serie titulada "Negotiator" la cual fue protagonizada por Yang Mi y Tao, hasta marzo del mismo año. 
A pesar de que la serie es la secuela contó con una nueva historia y nuevos personajes.

## Música
El OST de la serie estuvo conformada por cinco canciones:
La canción de inicio de la serie fue "My Dear" interpreta por Tan Weiwei, mientras que la canción de cierre fue "Running Snail" de Huang Xuan.
| N.º | Artista       | Canción                                | Notas               |
| --- | ------------- | -------------------------------------- | ------------------- |
| 1   | Tan Weiwei    | My Dear (我親愛的)                     | (canción de inicio) |
| 2   | Huang Xuan    | Running Snail (奔跑的蝸牛)             | (canción de cierre) |
| 3   | Jin Chi       | Better Than Being Entangled (好過糾纏) |                     |
| 4   | Bastian Baker | I'd sing for you                       |                     |
| 5   | Bastian Baker | 79 Clinton Street                      |                     |

## Premios y nominaciones
| Año  | Categoría                 | Premio                   | Nominado          | Resultado |
| ---- | ------------------------- | ------------------------ | ----------------- | --------- |
| 2017 | Top 10 Television Series  | 22nd Huading Award       | "The Interpreter" | Ganó      |
| 2017 | Best New Actor            | 22nd Huading Award       | Vengo Gao         | Nominado  |
| 2017 | Best Actor                | 22nd Huading Award       | Huang Xuan        | Nominado  |
| 2016 | Talented Actor Award      | 8th China TV Drama Award | Huang Xuan        | Ganó      |
| 2016 | Top Ten Television Series | 8th China TV Drama Award | "The Interpreter" | Ganó      |

## Producción
La serie también es conocida como "Les Interprètes" y "Dear Translator".
Fue dirigida por Wang Ying, escrita por Hong Jinghui y Ying Yang, mientras que la producción estuvo a cargo de Zhao Yifang , Gao Fei y Zeng Jia.
La serie fue filmada en Shanghái, Suzhou y Hengchuan, así como en Lausanne y Zürich en Suiza.
Contó con el apoyo de las compañías de producción "Croton Media", "LeECO" y "Jay Walk Studio", y fue distribuida por Croton Media.

### Recepción
La serie fue un éxito comercial en China. Su estreno alcanzó una audiencia nacional de 6.87% y superó la participación de mercado general de 2016 durante el primer semestre del año. Las calificaciones de audiencia también alcanzaron el 2%, convirtiéndolo en el drama con la calificación más alta del año. Los temas "Dear Translator" (亲爱的翻译官) atrajo a más de mil millones de lectores dentro de cinco días en las plataformas de video en línea Mango TV (芒果TV) y LeTV (乐视电视).
Recibió más de 100 millones de visitas, por otro lado en la plataforma dramática de televisión asiática Viki, la serie recibió una calificación de 9.3 sobre 10.
La serie también fue elogiada por Martin Dahinden, el embajador de Suiza en China. La serie fue filmada casualmente durante el 65 aniversario del establecimiento de las relaciones entre China y Suiza, y fue patrocinada por la Junta de Turismo de Suiza (en inglés: "Switzerland Tourism Board").
Sin embargo la serie también recibió críticas, donde los fanáticos leales de "Translator" declararon que la serie no se mantuvo leal a la novela original, mientras que Intérpretes profesionales también criticaron la serie, marcando las inexactitudes y por mostrar su profesión erróneamente.